# Lahiri Mahasaya

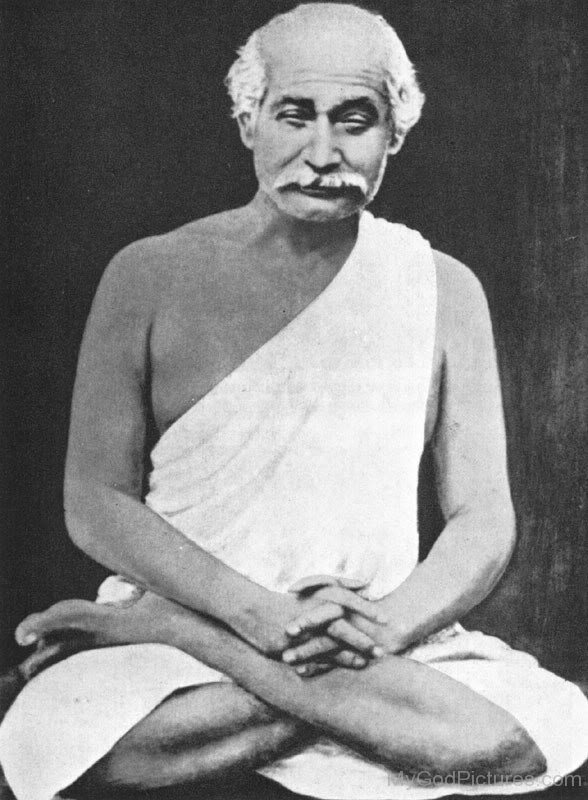
Lahiri Mahasaya, en agosto de 1890.

Lahiri  (Ghuni, 30 de septiembre de 1828 - Benarés, 26 de septiembre de 1895) era el nombre de familia de Shyama Charan Lahiri.Mahasaya, un título religioso sánscrito que significa "de mente vasta". Fue discípulo de Mahavatar Babaji y gurú de Sri Yukteswar, quien a su vez fue gurú de Paramahansa Yogananda. Fue un maestro semejante a Cristo, dotado de poderes sobrenaturales pero también fue un hombre de familia con responsabilidades terrenales. Su misión consistió en dar a conocer un yoga adecuado para el hombre moderno, basado en el equilibrio entre la meditación y el correcto desempeño de los deberes mundanos. Ha sido llamado Yogavatar' 'o "encarnación del Yoga". Fue el discípulo a quien Babaji reveló la antigua y casi extinguida ciencia de Kriya Yoga.

## Un hombre de su tiempo
Además de estos deberes espirituales, de sus deberes familiares y de su trabajo, mostró interés por el problema educativo. Organizó muchos grupos de estudio y desempeñó un papel muy importante en el desarrollo de una gran escuela de cursos en la ciudad de Benarés. Las charlas semanales sobre temas de las escrituras fueron muy conocidas.
Ganando un modesto sueldo, llevando una vida de sobria economía y carente de toda ostentación, vivía de forma disciplinada cumpliendo con todos sus deberes mundanos.
Su mensaje como padre de familia y yogui fue de una naturaleza práctica, que concuerda con las necesidades del mundo actual. Debido a que, en la era presente, no existen ya en la India las excelentes condiciones económicas y religiosas del pasado, Lahiri Mahasaya no alentó a los devotos a convertirse en ascetas errantes y mendigar sustento, conforme el antiguo ideal de vida del yogui. El gran maestro enfatizó, en cambio, cuán ventajoso es para un yogui el mantenerse mediante su propio trabajo y practicar el yoga en la intimidad de su propio hogar. Aun cuando había nacido en la elevada casta de los brahmanes, hizo cuanto pudo en su época por abolir este sistema de clasificación social por considerarlo absurdo y rígido.

## Encuentro con su gurú
Fueron Swami Kebalananda y Swami Sri Yukteswar quienes narraron el primer encuentro de Lahiri Mahasaya con su gurú. Tenía entonces Lahiri 33 años. Trabajaba y residía en Danapur, pero fue trasladado a Ranikhet cerca del Himalaya, lo que le permitía dar largos paseos cerca de las montañas.[cita requerida]
En uno de estos paseos conoció a un joven que lo condujo a una gruta que Lahiri no lograba reconocer. El joven tuvo que golpear suavemente a Lahiri en la frente, lo que provocó una corriente que liberó los recuerdos de vidas pasadas. Él era Babaji, su gurú, quien le dijo:
-"¡Durante más de tres décadas he esperado que regresaras a mi"-."Con paciencia, mes tras mes, año tras año, he velado por ti, esperando siempre el advenimiento de este día perfecto."-"Aquí está tu sagrada manta para la asana y tu cuenco".

## Retorno del Kriya Yoga al mundo
Será su gurú Babaji el que encomienda la tarea de volver a impartir la antigua técnica de meditación de Kriya Yoga perdida durante años. Lahiri encarnará el vivo ejemplo del hombre de familia y yogui capaz de liberarse de los lazos del karma.

## Renacimiento espiritual
Desconocido para la sociedad en general en 1861, un gran renacimiento espiritual tuvo lugar en Benarés. Después de haber obtenido el permiso de su gurú para impartir Kriya Yoga, día tras día, uno o dos devotos buscaban la iniciación. Un significativo rasgo de la vida de Lahiri fue el hecho de que la impartía a personas de todas las religiones, sin limitarse únicamente a los hindúes, ya que hubo tanto musulmanes como cristianos entre sus discípulos destacados. Monistas y dualistas, lo mismo que miembros de sectas no organizadas o reconocidas, todos por igual e imparcialmente recibían instrucción. Los iniciados eran instruidos para no abandonar sus propias religiones haciendo hincapié en la naturaleza universal del Kriya Yoga.

## Enseñanzas a sus discípulos
Las enseñanzas de Kriya Yoga se basaban en la experiencia de Dios, lejos de los ritos y los dogmas a los que denominaba "escombros mentales". Lahiri Mahasaya es denominado el Yogavatar y como tal promulgaba que la unión con Dios se debe al resultado de un esfuerzo personal y no a las creencias religiosas ni a la voluntad arbitraria de un "Dictador Cósmico".
Debajo pueden verse unas líneas dirigidas a un estudiante donde interpreta un verso en sánscrito: "Aquel que ha obtenido un estado de calma en que sus ojos no parpadean ha dominado el Sambhabi Mudra"-concentrar la atención en el punto medio-.

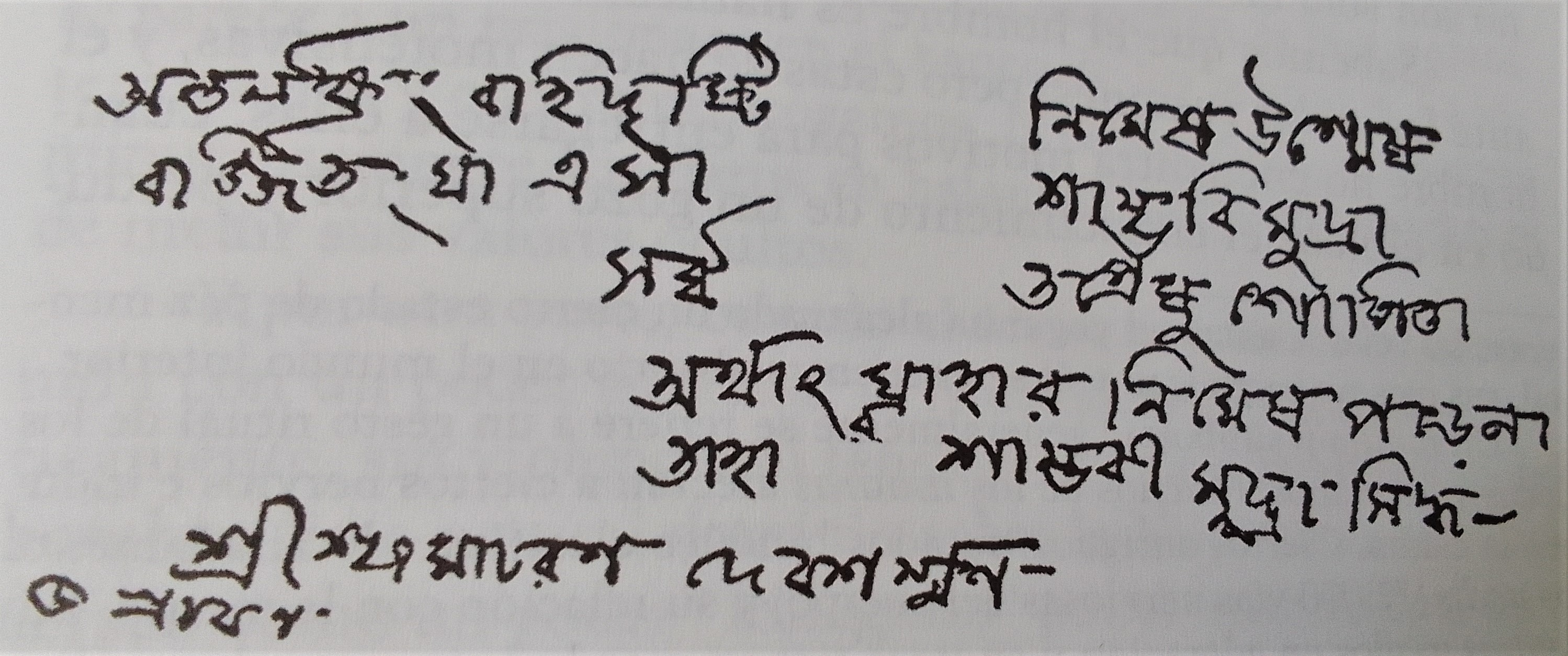
Texto manuscrito en bengalí de Lahiri Mahasaya, firmado en la parte inferior izquierda "Sri Shyama Charan Deva Sharman"

## Yogavatar
Lahiri Mahasa pertenece a un linaje de gurús que enlazan con Krishna. Su gurú fue Mahavatar Babaji y Lahiri lo fue de Sri Yukteswar, encarnación de la sabiduría o Guianavatar. Este último sería a su vez el de Paramahansa Yogananda , encarnación del amor o Premavatar. Paramahansa Yogananda se estableció en Estados Unidos de forma permanente para continuar la labor de transmisión de Kriya Yoga al mundo.